# Termes (Ardennes)
Termes ist eine Ortschaft und eine ehemalige französische Gemeinde mit 121 Einwohnern (Stand 1. Januar 2022) im Département Ardennes in der Region Grand Est. Sie gehörte zum Arrondissement Vouziers und zum Kanton Attigny.
Mit Wirkung vom 1. Januar 2016 wurden die früheren Gemeinden Termes und Grandpré zu einer Commune nouvelle mit dem identen Namen Grandpré zusammengeschlossen und haben in der neuen Gemeinde den Status einer Commune déléguée inne. Der Verwaltungssitz befindet sich im Ort Grandpré.

## Lage
Nachbarorte von Termes sind Olizy-Primat im Nordwesten, Grandpré im Nordosten, Senuc im Südosten, Mouron im Südwesten und Brécy-Brières im Westen.

## Bevölkerungsentwicklung
| Jahr      | 1962 | 1968 | 1975 | 1982 | 1990 | 1999 | 2008 | 2015 |
| --------- | ---- | ---- | ---- | ---- | ---- | ---- | ---- | ---- |
| Einwohner | 256  | 225  | 189  | 172  | 143  | 138  | 135  | 129  |

## Sehenswürdigkeiten
- Kirche Saint-Remi